# Musenalmanach
Musenalmanach är ett tyskt namn, översättning från franskans Amanac des muses, på poetiska kalendrar under förromantiken och romantiken men även senare.
Den första var Göttinger Musenalmanach, utgiven från 1770 av Göttinger Dichterbund. Mycket berömd är också Friedrich Schillers Musenalmanach utgiven 1796-1801, där även Goethe medverkade.